# Tony Bennett
Tony Bennett, geboren als Anthony Dominick Benedetto (New York, 3 augustus 1926 – aldaar, 21 juli 2023), was een Amerikaans zanger, van zowel populaire muziek als jazz.
Zijn artistieke carrière duurde ruim zeventig jaar, met twintig Grammy Awards, waaronder een Lifetime Achievement Award in 2001, heeft hij een bijzonder respectabel palmares. Hij wordt beschouwd als de laatste grote crooner uit het gouden tijdperk van onder andere Frank Sinatra en Dean Martin, en was een vooraanstaand vertolker van het Great American Songbook.

## Biografie
Reeds op tienjarige leeftijd trad hij op bij festiviteiten ter gelegenheid van de opening van Triborough Bridge in zijn geboorteplaats.
Tot 1942 studeerde hij aan de High School of Industrial Art (met hoofdvakken muziek en schilderen) en daarna verdiende hij – om zijn familie te ondersteunen – de kost als "zingende ober" in Italiaanse restaurants in Queens.
In 1944 moest hij het leger in en was gedurende het laatste jaar van de Tweede Wereldoorlog gelegerd in nazi-Duitsland, waar hij meehielp aan de bevrijding van een concentratiekamp in Landsberg.
Na de oorlog zong hij bij een militaire band onder de artiestennaam Joe Bari. Na zijn terugkeer in de VS behield hij aanvankelijk deze naam en bekwaamde hij zich verder in het belcanto, werkte hij in talrijke kleinere muziekclubs en trad hij op in het voorprogramma van Pearl Bailey, waar hij door Bob Hope werd ontdekt, op wiens aanraden hij zich voortaan Tony Bennett liet noemen.
In 1950 nam hij een demo op en werd daarop door Mitch Miller gecontracteerd voor Columbia Records.
Miller adviseerde hem Frank Sinatra (die net Columbia Records verliet) niet te gaan imiteren, maar met een eigen geluid te komen. Bennett begon daarom zijn carrière als croonerzanger met populaire commerciële muziek. Zijn eerste grote hit was Because of You (1951) in een arrangement van Percy Faith en geproduceerd door Mitch Miller. Het nummer won aan populariteit doordat het in veel jukeboxen te vinden was en belandde op de eerste plaats in de lijst van tophits en hield die plaats 10 weken vast. Er werden meer dan een miljoen exemplaren van verkocht. Later dat jaar bracht Bennett Hank Williams' Cold, Cold Heart in een speciaal arrangement uit, dat ook een toppositie bereikte en niet alleen Hank Williams, maar ook de countrymuziek in het bijzonder, bij een breder publiek introduceerde. Bennetts opname van Blue Velvet was zo populair dat het horden schreeuwende teenagerfans aantrok bij concerten in het Paramount Theater in New York. Bennett moest zeven concerten per dag geven (vanaf 10.30 uur 's morgens) om al zijn fans in de gelegenheid te stellen zijn concerten bij te wonen.
In 1952 trouwde Bennett met kunststudente en jazzliefhebster Patricia Beech, die hij een jaar eerder tijdens een nachtcluboptreden in Cleveland (Ohio) had ontmoet. Tijdens de huwelijksvoltrekking in Saint Patrick's Cathedral verzamelden zich buiten tweeduizend rouwende, in het zwart geklede vrouwelijke fans. Het paar kreeg twee zonen.
Verschillende belangrijke standards en veel gecoverde hits werden door Bennett geïntroduceerd: The Good life (Engelse versie), The Best Is Yet to Come, alsook de filmsong The Shadow of Your Smile (won zowel een Grammy "Song of the Year" als een Academy Award) en I Left My Heart in San Francisco.
Na gouden successen in de jaren vijftig en zestig verging het Bennett commercieel minder goed in de twee decennia erna. Hij werd geconfronteerd met contractuele, financiële en persoonlijke problemen.
Eind jaren zeventig ging het Bennett, behalve door geldproblemen, ook emotioneel zwaar door de dood van zijn moeder. Hierdoor ging hij steeds meer drugs gebruiken. Dit drugsgebruik kostte hem bijna zijn leven, nadat hij na het nemen van een overdosis cocaïne flauwviel in zijn bad en bijna verdronk. Hij werd net op tijd gevonden door zijn toenmalige vrouw, die hem naar het ziekenhuis bracht. Dankzij zijn zoon werd zijn carrière opnieuw opgepakt, werden zijn geldproblemen opgelost en was hij gestopt met het gebruiken van drugs.
In deze minder succesvolle periode wordt wel de samenwerking met de legendarische jazzpianist Bill Evans als een artistiek hoogtepunt beschouwd: The Tony Bennett Bill Evans Album (1975) en Together Again (1977). Slechts begeleid door piano, komt Bennett er tot de puurste vorm van zijn zangkunst en interpretaties.
Vanaf 1990 kwam er een comeback in zijn carrière, zijn albums wonnen opnieuw Grammy Awards, en in 1994 boorde hij een nieuw publiek aan dankzij een MTV Unplugged-sessie – het livealbum werd bekroond door de Grammy Awards in 1995 als Album of the Year.
Al was Bennett een uitstekende crooner (intieme, zachte stijl van zingen), hij stond ook bekend om zijn krachtige stem, met zijn getrainde belcanto, noodzakelijk in het tijdperk voor de microfoon zijn intrede deed in concertzalen.

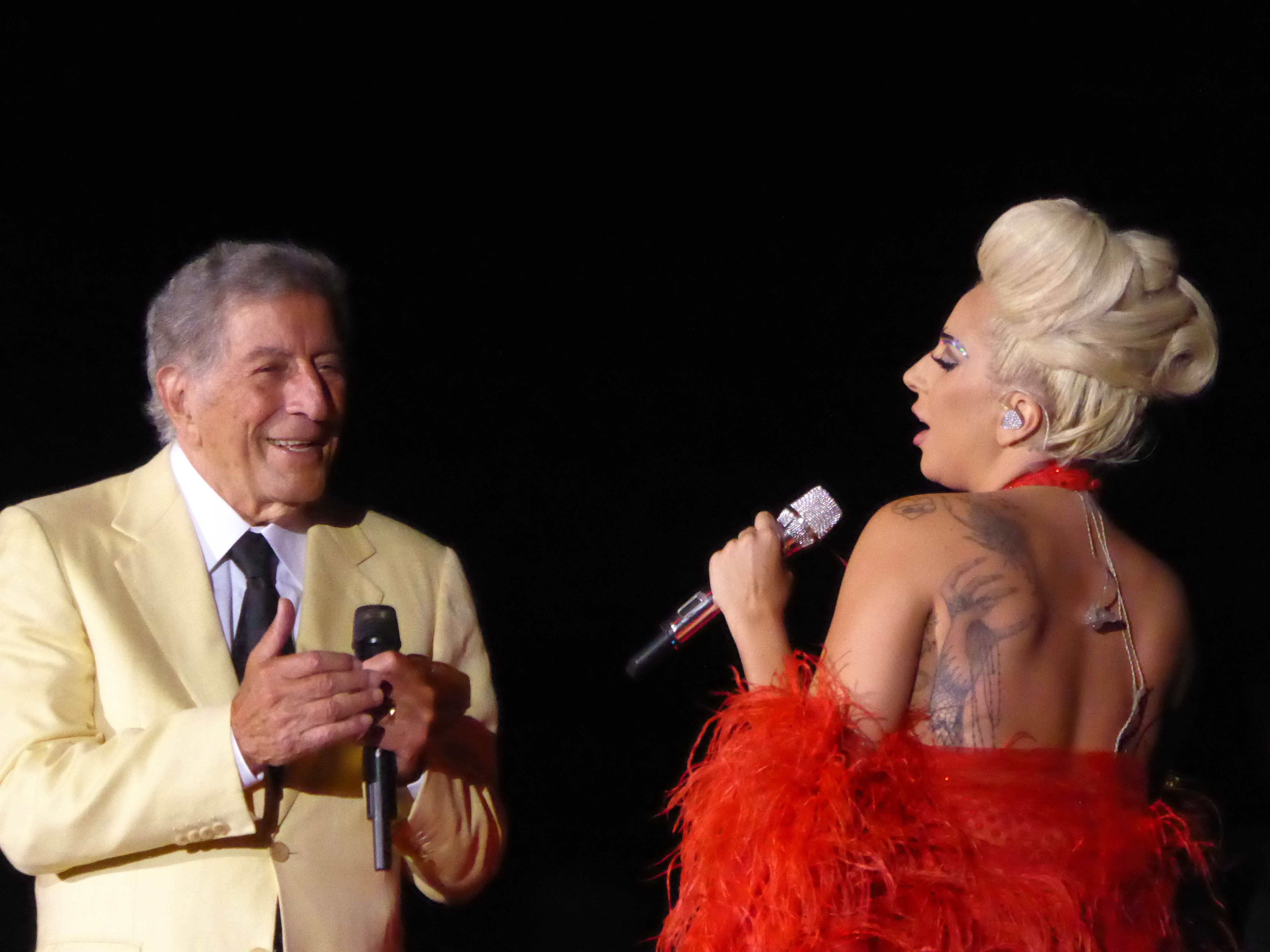
Tony Bennett en Lady Gaga op het North Sea Jazz Festival 2015

In september 2011 bracht Bennett Duets II uit, een vervolg op zijn eerste duetalbum, ter ere van zijn 85ste verjaardag. Deze cd, met nummers met onder anderen Amy Winehouse, Norah Jones en Michael Bublé, maakte Bennett de oudste nog in leven zijnde artiest met een nummer 1-positie in de Billboard 200. Dit record werd in september 2013 door de 96-jarige Fred Stobaugh verbroken. De eerste single werd Body and Soul, dit was een samenwerking met de zangeres Amy Winehouse, het zou de laatste opname zijn voor haar overlijden, dit duet won een Grammy Award. Voor de tweede single schakelde hij de hulp in van Lady Gaga: The Lady Is a Tramp. Het nummer kreeg van critici lovende kritieken. In 2014 ging hij opnieuw de samenwerking met deze popdiva aan wat het jazzalbum Cheek to Cheek opleverde.
Op 12 februari 2012 won hij zijn 15e en 16e Grammy's tijdens de 54e uitreiking van deze muziekprijzen. Op 8 februari 2015 won hij de Grammy voor "Best pop album vocal" voor zijn duetalbum Cheek to cheek samen met Lady Gaga. In december 2015 trad hij nog op tijdens "Sinatra 100 — An All-Star GRAMMY Concert" met een lied van en voor Frank Sinatra (ter ere van diens honderdste geboortedag).
In 2021 maakte zijn echtgenote bekend dat bij Bennett in 2016 de ziekte van Alzheimer werd vastgesteld. Op 30 september 2021 verscheen Love for Sale als het tweede gezamenlijke album van Bennett en Lady Gaga. Het werd uitgebracht door Columbia en Interscope Records. Het was het eenenzestigste studioalbum van Bennett en Gaga's zevende. Ter gelegenheid van zijn 95e verjaardag traden beide artiesten in augustus 2021 op in de Radio City Music Hall.
Bennett stond ook bekend als filantroop en kunstschilder. Hij overleed in 2023 op 96-jarige leeftijd.

## Discografie

### Albums
| Album met eventuele hitnotering(en) in de Nederlandse Album Top 100 | Datum van verschijnen | Datum van binnenkomst | Hoogste positie | Aantal weken | Opmerkingen   |
| ------------------------------------------------------------------- | --------------------- | --------------------- | --------------- | ------------ | ------------- |
| Duets: An American classic                                          | 28-10-2006            | 17-02-2007            | 60              | 3            |               |
| Duets II                                                            | 16-09-2011            | 24-09-2011            | 6               | 19           |               |
| Cheek to cheek                                                      | 24-9-2014             | 27-09-2014            | 13              | 9            | met Lady Gaga |
| Love for Sale                                                       | 30-09-2021            | 09-10-2021            | 10              | 2            | met Lady Gaga |

| Album met hitnotering(en) in de Vlaamse Ultratop 200 albums | Datum van verschijnen | Datum van binnenkomst | Hoogste positie | Aantal weken | Opmerkingen     |
| ----------------------------------------------------------- | --------------------- | --------------------- | --------------- | ------------ | --------------- |
| Duets: An American classic                                  | 2006                  | 11-11-2006            | 39              | 6            |                 |
| Duets II                                                    | 2011                  | 24-09-2011            | 13              | 28           |                 |
| Viva duets                                                  | 2012                  | 27-10-2012            | 105             | 4            |                 |
| Cheek to cheek                                              | 2014                  | 04-10-2014            | 4               | 33           | met Lady Gaga   |
| Love is here to stay                                        | 2018                  | 22-09-2018            | 22              | 8*           | met Diana Krall |

### Singles
| Single met eventuele hitnotering(en) in de Nederlandse Top 40 | Datum van verschijnen | Datum van binnenkomst | Hoogste positie | Aantal weken | Opmerkingen                                 |
| ------------------------------------------------------------- | --------------------- | --------------------- | --------------- | ------------ | ------------------------------------------- |
| Body and soul                                                 | 12-09-2011            | 01-10-2011            | 31              | 2            | met Amy Winehouse / Nr. 9 in Single Top 100 |

| Single met hitnotering(en) in de Vlaamse Ultratop 50 | Datum van verschijnen | Datum van binnenkomst | Hoogste positie | Aantal weken | Opmerkingen                                    |
| ---------------------------------------------------- | --------------------- | --------------------- | --------------- | ------------ | ---------------------------------------------- |
| Body and soul                                        | 2011                  | 24-09-2011            | 13              | 1            | met Amy Winehouse / Nr. 4 in de Radio 2 Top 30 |

### Dvd's
| Dvd's met hitnoteringen in de Nederlandse Music Top 30 | Datum van verschijnen | Datum van binnenkomst | Hoogste positie | Aantal weken | Opmerkingen   |
| ------------------------------------------------------ | --------------------- | --------------------- | --------------- | ------------ | ------------- |
| MTV unplugged                                          | 1994                  | -                     |                 |              |               |
| Live by request - An all-star tribute                  | 2001                  | -                     |                 |              |               |
| Tony Bennett's wonderful world - Live in San Francisco | 2002                  | -                     |                 |              |               |
| Duets II - The great performances                      | 2012                  | 17-03-2012            | 6               | 4            |               |
| Cheek to cheek - live!                                 | 2015                  | 24-01-2015            | 3               | 11           | met Lady Gaga |